# Kalatch
Ne doit pas être confondue avec Kalatch-sur-le-Don, ville russe de l'oblast de Volgograd
Kalatch (en russe : Калач) est une ville de l'oblast de Voronej, en Russie, et le centre administratif du raïon de Kalatch. Sa population s'élevait à 18 221 habitants en 2020.

## Géographie
Kalatch est située à la confluence des rivières Toloutcheïevka et Podgornaïa, dans le bassin du Don. Kalatch se trouve à 294 km au sud-est Voronej.

## Histoire
La fondation de la sloboda de Kalatch remonte à 1716. Le toponyme kalatch signifie « le méandre rapide autour de l'île ou de la péninsule ». Kalatch a le statut de ville depuis 1945.

## Population
Recensements ou estimations de la population
| 1897*  | 1939*  | 1959*  | 1970*  | 1979*  | 1989*  |
| ------ | ------ | ------ | ------ | ------ | ------ |
| 15 500 | 18 600 | 16 906 | 18 475 | 20 187 | 23 183 |

| 2002*  | 2010*  | 2012   | 2013   | 2014   | 2015   |
| ------ | ------ | ------ | ------ | ------ | ------ |
| 20 950 | 20 046 | 19 847 | 19 603 | 19 516 | 19 248 |

| 2016   | 2017   | 2018   | 2019   | 2020   | - |
| ------ | ------ | ------ | ------ | ------ | - |
| 19 182 | 19 035 | 18 834 | 18 429 | 18 221 | - |